# Charles-Philippe Ronsin
Charles-Philippe Ronsin (ur. 1 grudnia 1751 w Soissons, zm. 24 marca 1794 w Paryżu) – generał wojsk republikańskich z okresu rewolucji francuskiej. Dowódca paryskiej dywizji Armii Rewolucyjnej. Należał do grona radykalnych przywódców rewolucji. Członek stronnictwa hebertystów, skupionego wokół osoby Jacques-René Héberta.

## Życiorys
Ronsin przyszedł na świat w roku 1751 w Soisson, mieście położonym na północny wschód od Paryża. Był synem mistrza bednarskiego. W wieku siedemnastu lat wstąpił do wojska w Paryżu. Przed rokiem 1772 odszedł z wojska w stopniu kaprala. Po odejściu z armii został dramaturgiem oraz korepetytorem. W tamtym okresie poznał malarza Jacques-Louisa Davida, z którym się zaprzyjaźnił.
W roku 1789 Ronsin został kapitanem gwardii burżuazyjnej w dystrykcie Saint-Roch. W latach 1790–1792 wystawił kilka swoich sztuk o tematyce patriotycznej w kilku stołecznych teatrach. W tym okresie Ronsin wstąpił do klubu politycznego kordelierów i został jednym z jego mówców (oratorów).
W okresie sierpnia-września 1792 roku, Rada Wykonawcza powierzyła Ronsinowi trzy misje. W listopadzie minister wojny Pache mianował go komisarzem-organizatorem przy armii generała Dumourieza w Belgii. Na tym stanowisku Ronsin wykrył przypadki nadużyć, jakich dopuszczały się wojskowe służby zaopatrzeniowe, które korzystały z protekcji generała.
W dniu 23 kwietnia 1793 Ronsin objął stanowisko zastępcy ministra wojny Bouchotte’a, chociaż nigdy wcześniej nie dowodził nawet szwadronem. Możliwe, że Ronsin otrzymał to stanowisko dzięki dobrym relacjom z Chaumette’m i Hébertem. W maju wyjechał do Wandei, gdzie zajmował się zaopatrzeniem armii republikańskich. Ronsin przedstawił dowództwu armii swoje plany pokonania Wandejczyków, które zostały odrzucone. Urażony Ronsin chciał wykazać, że to jego plany były słuszne. Postanowił upewnić się, że generał Canclaux przegrał bitwę z rojalistami. Poprowadził swoje oddziały do Vihiers i Beaulieu i ostatecznie utknął w Coron. Z powodu decyzji Ronsina Wandejczycy przejęli Beaulieu, co przekonało Komitet Ocalenia Publicznego do pozbawienia dowództwa generała Canclaux.
Poparcie, którym Ronsin cieszył się wśród kordelierów, pozwoliło mu awansować ze stopnia kapitana do rangi generała brygady w armii wybrzeża Rochelle. We wrześniu 1793 roku został głównodowodzącym armii rewolucyjnej w Paryżu. Ronsin cechował się wybuchowym charakterem oraz otwartością. Potrafił być jednak dobrym przywódcą. Radził sobie na stanowiskach, które mu powierzano. Jednak szybkie awanse i charakter Ronsina drażniły wielu ludzi w jego otoczeniu, którzy zostawali jego wrogami. Do takich zaliczali się Pierre Philippeaux oraz Philippe Fabre d’Églantine.
Ronsin sporządził raport, który został opublikowany w Paryżu po jego powrocie z Lyonu. Raport ten głosił, że spośród 140 tys. mieszkańców Lyonu, 15 tys. nie miało żadnego związku z antyrepublikańskim powstaniem. Zadeklarował, że do końca września wszyscy, którzy zostaną uznani za winnych udziału w rebelii, zostaną straceni. W dniu 27 września Fabre d’Eglantine oskarżył Ronsina o ultrarewolucjonizm.
Dla Ronsina skończyło się to aresztowaniem. Wraz z nim aresztowano François-Nicolasa Vincenta – innego prominentnego działacza klubu kordelierów.

## Schyłek życia
Gdy Vincent i Ronsin przebywali w więzieniu, kordelierzy przedstawili Komitetowi Ocalenia Publicznego petycję w obronie uwięzionych hebertystów, w której przedstawiali ich jako zagorzałych patriotów. Uważali, że Ronsina nie należy karać za jego ataki na Dumourieza, Custine’a i Brissota. Wśród obrońców Ronsina znalazł się Collot d’Herbois, jeden z członków Komitetu. D’Herbois uzasadniał obronę hebertysty jego bezkompromisowością w egzekwowaniu szacunku dla republiki podczas walk w obronie rewolucji na południu Francji.
Za sprawą pomówień Fouquier-Tinville’a szerzyły się opinie o uczestnictwie Ronsina w wojskowym spisku, który miałby ma celu zastąpienie rządu rewolucyjnego dyktaturą wojskową. Fouquier-Tinville określał go mianem „nowego Cromwella”.
Ronsina aresztowano razem z Hébertem, Momoroi Vincentem. Podczas pobytu w więzieniu miał podobno powiedzieć do współoskarżonych towarzyszów:
„...będziecie skazani. Kiedy powinniście byli działać, wy dyskutowaliście. Umiejcie umierać. Ze swojej strony obiecuję wam, że nie ujrzycie mnie wzdrygającego się. Starajcie się uczynić tak samo”.
Jedne z jego ostatnich słów miały brzmieć:
„Wolność utracona!... bo kilku nędznych typów ma zginąć! Wolność jest nieśmiertelna. Przyjdzie czas, że nasi wrogowie upadną, a wolność przetrwa ich wszystkich!”
W dniu 24 marca 1794 pięć wozów wypełnionych skazańcami przywieziono na miejsce egzekucji. Wśród skazanych hebertystów był Ronsin, który pozostał wierny swojej deklaracji złożonej w więzieniu. W ciągu tygodnia po egzekucji Ronsina, jego Armia Rewolucyjna Paryża została rozwiązana.